# Hamar Voe

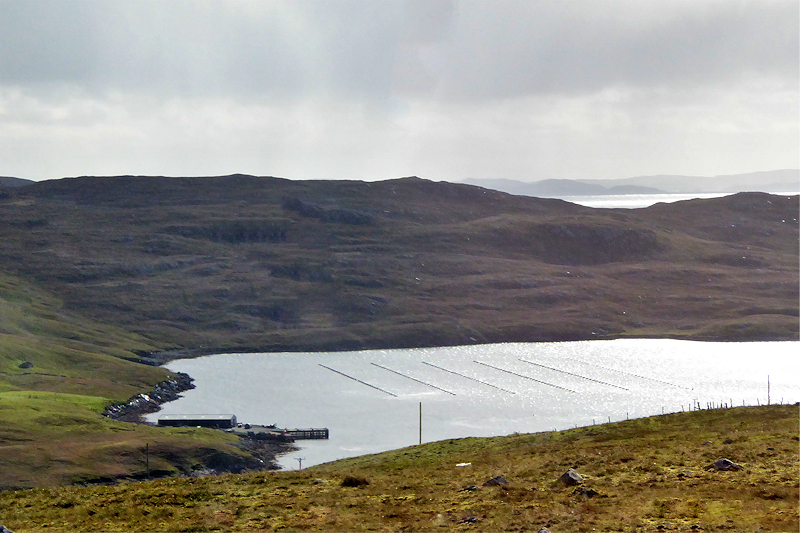
Muschelzucht in der Hamar Voe

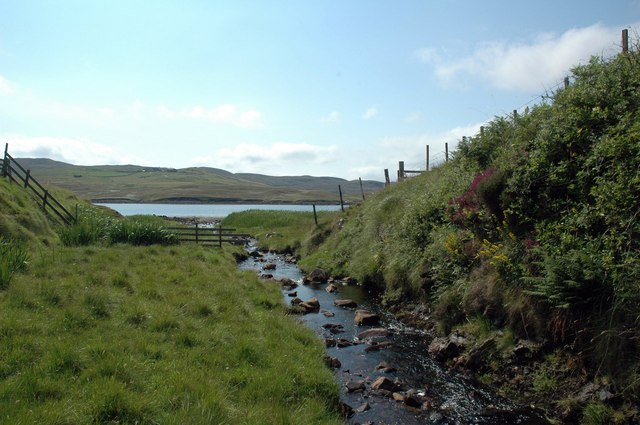
Blick von Norden auf die Bucht

Die Hamar Voe ist eine Meeresbucht (Voe), die im Nordwesten der zu Schottland zählenden Shetlands liegt.

## Geographie
Die Hamar Voe erstreckt sich auf der Halbinsel Northmavine, einem nordwestlichen Ausläufer Mainlands von der größeren St Magnus Bay des Nordatlantiks, nach Nordosten. Angrenzend als nächste Buchten folgen im Nordwesten die Ura Firth und im Südosten der North Sound und die Gunnister Voe. An ihrem Ende wird die Hamar Voe überragt vom 96 Meter hohen Hill of Orbister im Nordosten. Ortschaften gibt es an der Bucht keine, die nächste größere ist Hillswick im Nordwesten.

## Historisches
Im Rahmen der historischen Gliederung Schottlands in Civil Parishes zählt die Hamar Voe zu Northmaven.